# Бергман, Гретель
Гре́тель Бе́ргман (нем. Gretel Bergmann, полное имя Margaret Bergmann-Lambert; 12 апреля 1914, Лаупхайм — 25 июля 2017, Нью-Йорк) — немецкая и американская легкоатлетка, прыгунья в высоту.

## Биография
Гретель Бергман начала спортивную карьеру в родном Лаупхайме. С 1930 года выступала за «Ульмский футбольный клуб 1894». В 1931 году на чемпионате Южной Германии установила рекорд Германии по прыжкам в высоту — 1,51 м. В апреле 1933 года была исключена из спортивного клуба по причине своего еврейского происхождения и выехала в Великобританию, где участвовала в местном чемпионате, добившись результата в 1,55 м.
Перед Олимпийскими играми 1936 года под угрозой репрессий в отношении её семьи власти Германии вынудили Гретель вернуться в страну и тренироваться для выступления за сборную Германии. Нацистская Германия пыталась предстать перед мировой общественностью в самом лучшем свете, учитывая, что американцы требовали равноправного участия в Олимпийских играх для немецких евреев, угрожая бойкотом спортивных соревнований. В 1936 году на чемпионате Вюртемберга Бергман установила рекорд Германии, взяв высоту в 1,60 м, но незадолго до начала Олимпийских игр была отстранена от участия в них по причине якобы неудовлетворительных результатов.
В 1937 году Бергман эмигрировала в США и перебивалась случайной работой. В том же году вышла замуж за врача Бруно Ламберта, доставившего ей её финансовые средства из Германии. Бергман-Ламберт выигрывала чемпионаты США по прыжкам в высоту 1937 и 1938 года и в толкании ядра в 1937 году. Со вступлением США в мировую войну завершила спортивную карьеру. В 1942 году получила американское гражданство. Проживала в Нью-Йорке.
История жизни Гретель Бергман легла в основу художественного фильма «Берлин 36», снятого в 2009 году режиссёром Каспаром Хайдельбахом, с Каролиной Херфурт в главной роли. Другим главным действующим лицом фильма является некая Мария Кеттелер, прототипом которой послужила Дора Ратьен.